# Sauteur géant de Madagascar
Hypogeomys antimena
Genre
Espèce
Statut de conservation UICN

 EN B1ab(iii,v) : En danger
Hypogeomys est un genre de rongeurs comprend une seule espèce de « rats sauteurs » localisée à Madagascar :

Le Rat sauteur géant de Madagascar (Hypogeomys antimena) est appelé aussi vositse, Rat sauteur géant, Rat sauteur malgache ou encore Rat malgache géant.

## Description

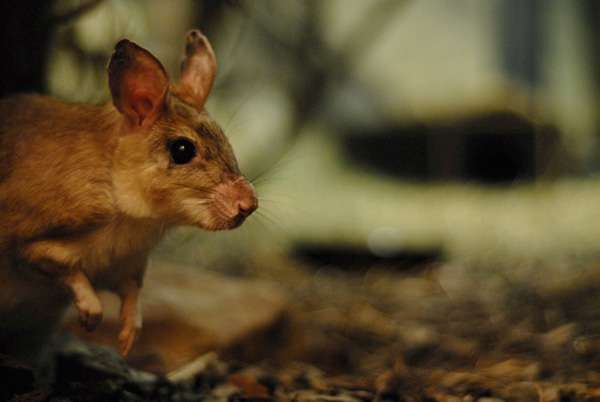
Hypogeomys antimena

Il n'y a pas de dimorphisme sexuel, l'adulte mesure de 30 à 35 cm de long pour un poids de 1,2 kg en moyenne.

## Répartition et habitat
Cette espèce est endémique de la côte Ouest de Madagascar. Elle vit dans les forêts sèches décidues, avec un sol sableux recouvert d'une litière de feuilles.

## Reproduction
Le rat sauteur malgache est monogame et les couples restent unis jusqu'à la mort de l'un des deux partenaires. Le mâle atteint la maturité sexuelle vers 1 an et la femelle vers 2 ans. La femelle donne naissance durant la saison pluvieuse, entre décembre et avril. Elle a 1 ou 2 petits par portée. La gestation dure de 102 à 138 jours. Les mâles quittent leurs parents au bout d'un an et peuvent se reproduire immédiatement après. Les femelles restent sur le territoire familial un an de plus.